# Ricardo Montivero
Pour les articles homonymes, voir Montivero.
Ricardo Montivero, né le 30 avril 1946 à Santa Fe (Argentine), est un footballeur argentin. 

## Carrière de joueur
Cet ailier de petite taille (1,69 m pour 67 kg) joue en Argentine, avant de venir tenter de faire carrière en France à partir de 1972,.
- 1967-1970 :  River Plate
- 1971 :  Gimnasia La Plata
- 1972 :  Club Atlético Unión
- 1972-1974 :  Troyes AF
- 1974-1976 :  FC Rouen